# Catharina II van Rusland

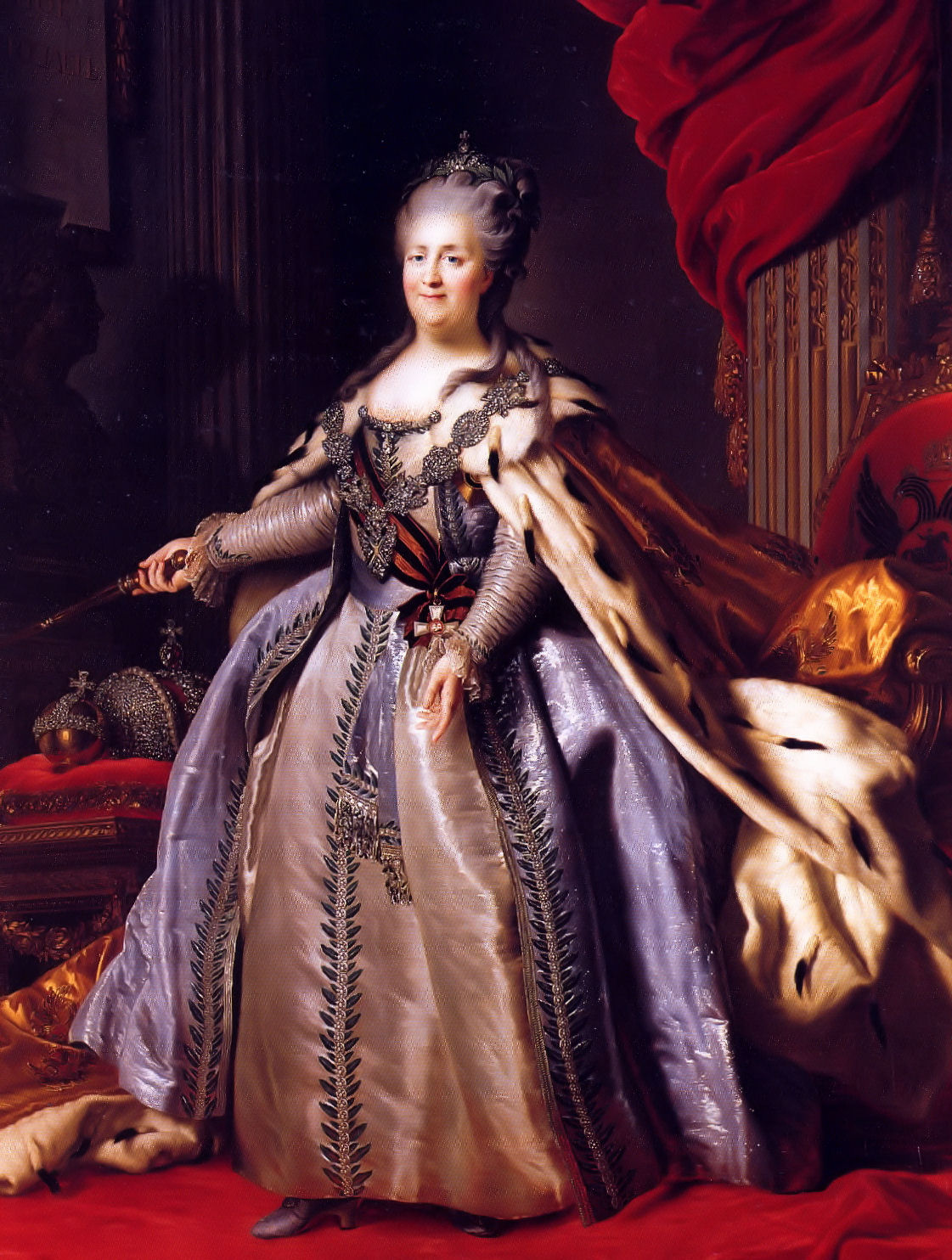
Catharina de Grote, door Fyodor Rokotov, in 1770

Catharina II Aleksejevna (Russisch: Екатерина II Алексеевна, Jekaterina II Aleksejevna; Stettin, 2 mei 1729 – Tsarskoje Selo, 17 november 1796), bijgenaamd Catharina de Grote (Russisch: Екатерина Великая, Jekaterina Velikaja), was van 1762 tot 1796 tsarina van Rusland.
Ze werd in het Duitse Stettin in Pommeren (sinds 1945 Szczecin in Polen) geboren als Sophia Augusta Frederika, prinses van Anhalt-Zerbst-Dornburg, dochter van vorst Christiaan August van Anhalt-Zerbst en hertogin Johanna Elisabeth van Sleeswijk-Holstein-Gottorp. Ze was een nicht van de koningen Gustaaf III en Karel XIII van Zweden en echtgenote van de Russische troonopvolger Peter III.

## Persoonlijk leven
In 1744 koos tsarina Elisabeth als echtgenote voor haar troonopvolger Peter: Sophie Augusta Frederika, dochter van  Christiaan August, hertog van Anhalt-Zerbst, die in dienst was van de Pruisische koning  Frederik de Grote.
Sophie legde haar geloofsbelijdenis voor de orthodoxe kerk af in zuiver Russisch en nam de naam Catharina (Jekaterina) Aleksejevna aan ter ere van de moeder van de tsarina.
Op 21 augustus 1745 vond het huwelijk plaats dat gedurende tien dagen gevierd werd met luisterrijke bals, maskerades, parades en volksfestijnen.
De infantiele Peter echter speelde vaak met soldaatjes en militaire exercities, was regelmatig dronken en verloor daardoor Catharina's respect volkomen. Het stond voor Catharina vast dat Peter volkomen ongeschikt was om het land te regeren. Zij bleven echter bij elkaar met het oog op de toekomstige troonopvolging, ondanks hun angst voor de almachtige tsarina. 
Op 1 oktober 1754 kreeg Catharina een zoon: Pavel, de latere tsaar Paul I en later een dochter, Anna Petrovna (1757-1759).
Waarschijnlijk is Peter de vader van Paul, maar dit is niet helemaal zeker. Catharina verspreidde later geruchten dat haar toenmalige minnaar, Sergej Saltykov, de vader van Paul was.
Daar Elisabeth vond dat Catharina hiermee aan haar verplichtingen had voldaan nam de tsarina hem onder haar hoede; dit was een oorzaak van de slechte relatie tussen Pavel en zijn moeder. 
Het feit dat Peter zijn eigen leven leidde, in allerlei affaires verwikkeld was en dat Catharina maandenlang geen contact had met Elisabeth zette Catharina ertoe zich steeds meer te verdiepen in de regels en gebruiken van het Russische volk en het orthodoxe geloof, de geschiedenis van Rusland, de filosofie, werken uit de klassieke oudheid en de ideeën van de Franse Verlichting. Zij maakte zich zeer geliefd bij het Russische volk en bij iedereen met wie zij in contact kwam.
Na de dood van keizerin Elisabeth op 25 december 1761 (juliaanse kalender) kwam Peter aan de macht. Hoewel Rusland samen met Oostenrijk oorlog voerde tegen Pruisen, koesterde hij een grote vriendschap voor Frederik de Grote. Peter sloot de Vrede van Sint-Petersburg, waarbij door Rusland veroverd gebied werd afgestaan aan Pruisen, zeer tegen de zin van de groep legerofficieren rondom Catharina. Na terugkeer van een oorlogscampagne in Denemarken werd Peter op 9 juli 1762 door deze groep gedwongen om ten voordele van Catharina afstand te doen van de troon. Catharina leidde de coup en de tsaar werd, na een half jaar aan de macht te zijn geweest, afgezet. Acht dagen later werd Peter gedood door Aleksej Orlov, de jongere broer van Catharina's minnaar Grigori. Dit leidde tot speculaties dat Catharina opdracht gegeven zou hebben tot de moord op Peter.
Op 16 juli 1764 werd de 23-jarige Ivan VI van Rusland in het fort Sjlisselburg vermoord, toen een poging gedaan werd om hem te bevrijden. Hij was als zuigeling tot tsaar benoemd, maar door Elisabeth af- en gevangengezet. Een paar weken voor zijn onttroning had Peter III de gevangene nog bezocht.

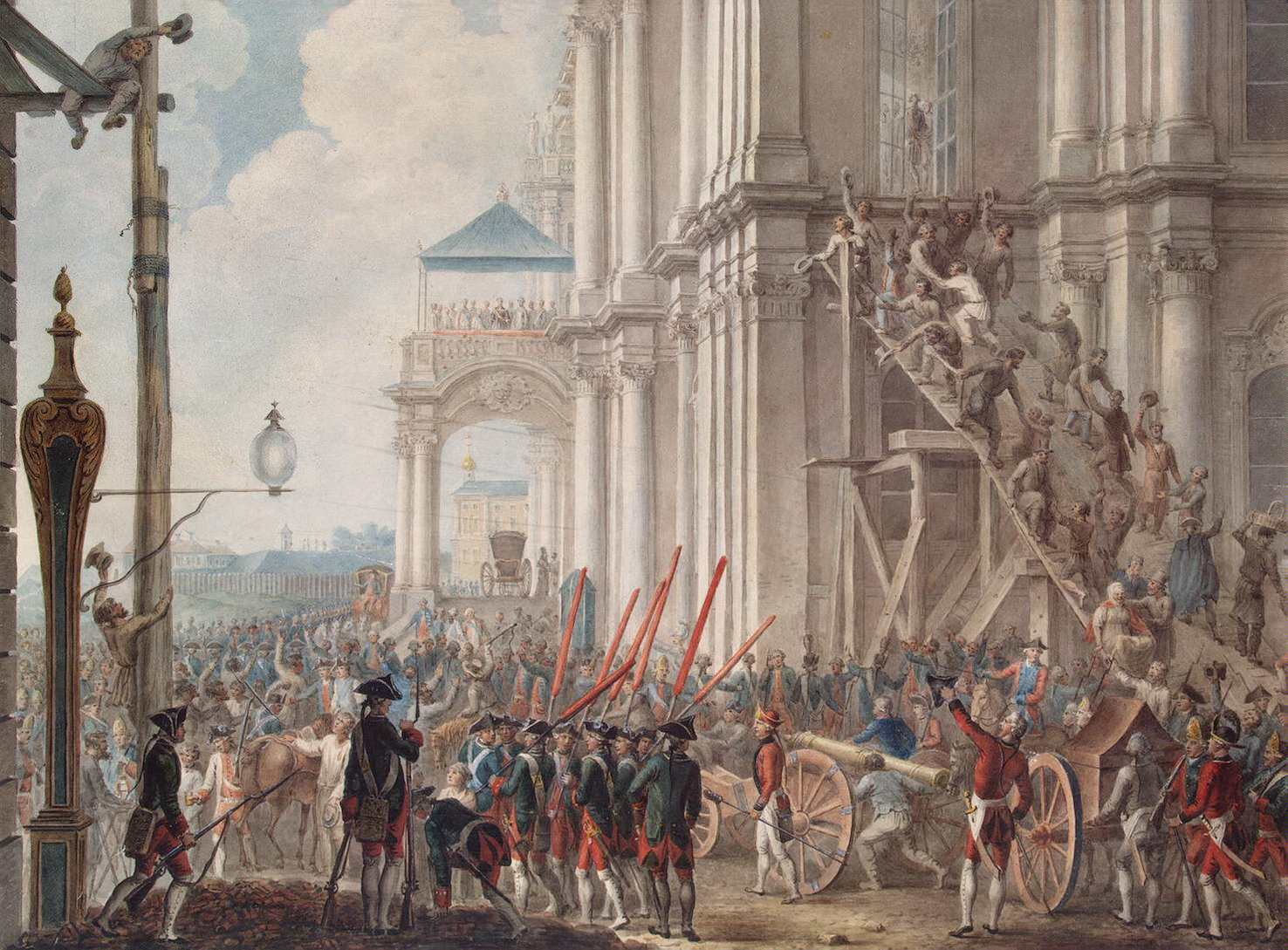
Catherina II op het balkon van het Winterpaleis; op 9 juli 1762, de dag van de coup

Tijdens haar regeerperiode had Catharina een aantal, men telt er twaalf, opvallend jonge minnaars. Als ze genoeg had van een minnaar beloonde ze hem met een landgoed en lijfeigenen en nam ze een nieuwe. Velen van deze mannen vervulden belangrijke functies aan het hof, vooral Grigori Potjomkin. In 1762, toen Catharina nog maar een paar maanden regeerde, kregen zij en Aleksej Orlov een zoon, Aleksej Bobrinski. Catharina's laatste minnaar, prins Platon Zoebov, was meer dan 40 jaar jonger dan zij.

## Binnenlandse politiek

### Verlichting
Gedurende bijna haar hele leven had Catharina zich voorbereid op regeren; ze las Machiavelli en voerde correspondentie met bekende filosofen uit het tijdperk van de Verlichting, zoals Voltaire en Diderot. Hoewel ze elkaar nooit ontmoet hebben, maakte Catharina met haar brieven een grote indruk op Voltaire en hij noemde haar De ster van het noorden en Semiramis van Rusland.
In 1767 liet Catharina haar Instructie, die gebaseerd was op het werk van Charles Montesquieu publiceren.  Zij liet dit door een wetgevende commissie beoordelen, waarin alle bevolkingsgroepen, behalve de lijfeigenen, waren vertegenwoordigd. Het bestuur werd gedecentraliseerd en er was sprake van een tendens naar deling van macht. Hiermee werd haar reputatie in het Westen gevestigd. Toch was de heerschappij van Catharina, die zich vanaf die tijd de Grote liet noemen, in de praktijk allerminst verlicht. Catharina gaf de adel volledige controle over hun lijfeigenen en landgoederen. Door gebiedsuitbreidingen in het zuiden, tijdens de Turks-Russische Oorlogen werden de oorspronkelijke heersers als adel aan het Russische hof opgenomen. De moslims uit het Krimkanaat verleende ze gelijke rechten en ze gaf aan de nieuwe edelen het recht om moskeeën te bouwen.
Catharina was geboeid door wetenschap en liet zich in 1768 inoculeren tegen de pokken door de Engelse arts Thomas Dimsdale. Ze zette zich in om deze praktijk te verspreiden aan haar hof en in haar rijk.

### Revolutie

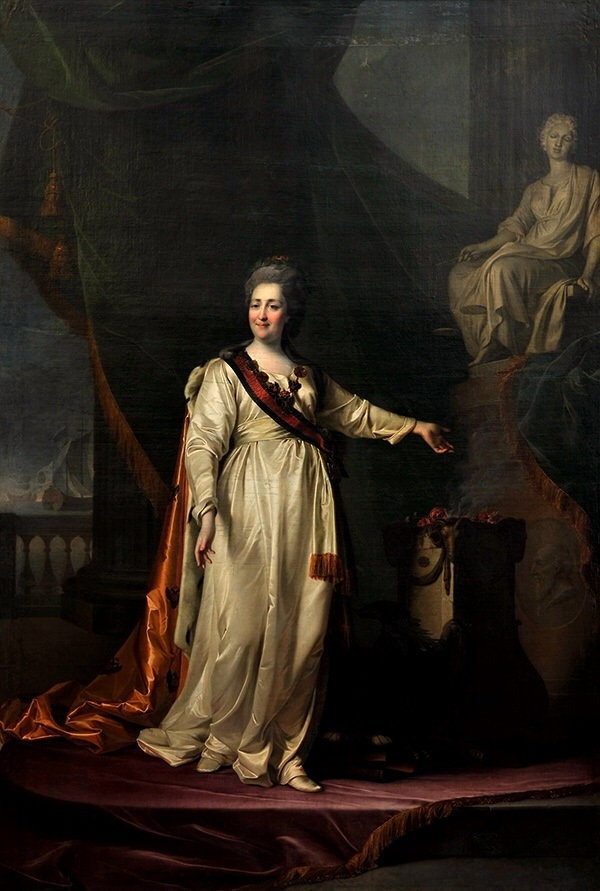
Catharina de Grote in 1783

In 1773 begon een opstand van de Kozak Jemeljan Poegatsjov, die zich uitgaf voor Catharina's voormalige echtgenoot Peter III. In eerste instantie werd deze opstand zo goed als genegeerd, maar nadat belangrijke steden in handen waren gekomen van de opstandelingen, liet Catharina de opstand genadeloos neerslaan. Poegatsjov werd gearresteerd, in een kooi naar Moskou vervoerd en daar publiekelijk geëxecuteerd.
Toen paus Clemens XIV in 1773 de orde van de jezuïeten verbood, liet Catharina, omdat zij het pauselijk gezag niet erkende, het verbod in Rusland niet publiceren. Net als Frederik II van Pruisen beschermde ze de jezuïeten, die dan ook vanuit Italië, Oostenrijk, Frankrijk en Spanje naar Pruisen en Rusland trokken. Veertig jaar nadat de orde was afgeschaft, werd hij in 1814 hersteld door paus Pius VII. Gedurende die veertig jaar had de generaal van de jezuïeten (Grouber, Francis Karew) zijn residentie in Rusland. Tsaar Alexander, Catharina's kleinzoon, verbande de orde in 1820 uit Rusland.
De Franse Revolutie van 1789 was een grote schok voor Catharina omdat zij inzag dat de idealen van de Verlichting hadden geleid tot deze revolutie. Bevreesd dat een dergelijke revolutie ook in Rusland kon plaatsvinden liet zij alle schijn van de Verlichting vallen en trok de teugels nog een stuk strakker aan. Van enige vrijheid van meningsuiting was tot haar dood geen sprake meer. Verschillende schrijvers werden gearresteerd wegens kritiek op het hof en verbannen naar Siberië. Alleen de bij het grote publiek immens populaire toneelschrijver Denis Fonvizin, die bovendien bescherming genoot van de invloedrijke voormalig minister van Buitenlandse Zaken graaf Nikita Panin, kon in zijn stukken verdekt kritiek uiten op het hof.
Desondanks bleef Catharina sommige ideeën van de Verlichting trouw en probeerde ze in navolging van Peter de Grote Rusland verder te verwestersen. Zo was Rusland een van de eerste landen ter wereld waar de vaccinatie tegen pokken op landelijke schaal werd ingevoerd, een idee dat zij uit het Ottomaanse Rijk haalde. Omdat de Russische bevolking in eerste instantie weigerde zich te laten vaccineren, bood Catharina zichzelf aan als testpersoon. Toen zij na twee weken nog steeds niet ziek was geworden, groeide het vertrouwen bij de bevolking zodat deze zich massaal liet vaccineren. Ook heeft Catharina een grote rol gespeeld bij het verspreiden van opleidingsmogelijkheden voor kinderen. Bijna iedereen, met uitzondering van de toplaag van de bevolking, was analfabeet toen Catharina aan de macht kwam; de eerste universiteit was pas in 1755 gesticht. Geïnspireerd door John Locke schreef Catharina een boek over het opvoeden van kinderen en stichtte ze het befaamde Smolny-instituut voor jonge adellijke meisjes. Deze school werd al snel een van de beste van Europa en accepteerde zelfs kinderen van rijke kooplui. Bovendien slaagde Catharina erin om belangrijke wetenschappers, zoals Leonhard Euler, naar Rusland te halen.

## Buitenlandse politiek

### Expansie van het Russische Rijk
Aan de westelijke grens zorgde Catharina in 1764 ervoor dat een van haar voormalige minnaars, Stanislaus August Poniatowski, tot de laatste koning van Polen en grootvorst van Litouwen werd gekozen. Hij bleek te zwak om een zelfstandige positie tussen de drie grote mogendheden te kunnen innemen. Omdat de mogendheden geen onderlinge oorlogen in dit machtsvacuüm wilden laten ontstaan, besloten zij Polen in onderlinge overeenkomsten onder hun gezag te brengen. Het Polen-Litouwen werd in de Poolse Delingen (1772, 1793 en 1795) verdeeld onder Rusland, Pruisen en Oostenrijk.
Van 1768 tot 1774 was Rusland in oorlog met het Ottomaanse Rijk. Het Russische leger won belangrijke veldslagen onder leiding van de generaals Pjotr Roemjantsev en Aleksandr Soevorov, terwijl de Russische marine onder leiding van Aleksej Orlov de Turkse vloot volledig in de pan hakte. Door deze overwinningen groeide de Russische invloedssfeer tot in Oekraïne, de Krim en de noordelijke Kaukasus, dat zichzelf onafhankelijk verklaarde van het Ottomaanse Rijk.
Op 8 maart 1780, ten tijde van de Amerikaanse Onafhankelijkheidsoorlog, ondertekende tsarina Catharina de Grote het Verbond van Gewapende Neutraliteit. Ze verklaarde dat neutrale naties het recht hadden om handel te drijven met landen die in oorlog zijn, zonder dat hun handelsvloten zouden worden belemmerd, behalve als het om handel in wapens of munitie zou gaan.
In 1783 annexeerde Catharina de Krim. Uiteindelijk leidde dit tot een Tweede Russisch-Turkse oorlog van 1787 tot 1792, waarbij Rusland, wederom onder leiding van Roemjantsev en Soevorov, grote militaire overwinningen behaalde. Bij de vredesonderhandelingen moesten de Turken definitief de Krim afstaan aan Rusland en kreeg Rusland er bovendien het land in Oekraïne tussen de rivieren Dnjepr en Dnjestr bij.
In het noorden begon in 1788 Catharina's neef, koning Gustaaf III van Zweden, met een verrassingsaanval een oorlog om de in 1720 aan Rusland verloren Baltische gebieden terug te veroveren. Catharina leende grote sommen geld bij Henry Hope. In eerste instantie faalde het Zweedse plan volkomen en Gustaaf leed grote verliezen. In 1790 keerde het tij ten gunste van Zweden en werd een vredesakkoord gesloten waarbij de grenzen werden vastgesteld zonder dat enige partij gebiedsuitbreiding had gekregen.
Alles bij elkaar groeide Rusland tijdens Catharina's bewind met 518.000 km2, een gebied 12 maal de oppervlakte van Nederland of 17 maal de oppervlakte van België.

### Diplomatie
De eerste minister van Buitenlandse Zaken van Catharina, graaf Nikita Panin, verspilde vele miljoenen roebels in een poging om een alliantie te smeden tussen Rusland, Pruisen, Zweden en Polen als tegenwicht tegen de coalitie tussen Frankrijk en Oostenrijk. Toen echter bleek dat deze alliantie er niet zou komen, viel Panin in ongenade en werd hij in 1781 ontslagen. Desondanks bleef hij een invloedrijk man, onder meer omdat zijn broer, generaal graaf Pjotr Panin, de opstand van Jemeljan Poegatsjov had neergeslagen. Panin werd opgevolgd door prins Aleksandr Bezborodko, die voor de verkiezing van Poniatowski in Polen-Litouwen had gezorgd.
Catharina was zich altijd bewust van haar imago in het westen, dat mede opgebouwd werd door haar briefwisseling met Voltaire. Ze probeerde dit verder uit te bouwen door een bemiddelende rol te spelen in verschillende conflicten, waaronder in de troonopvolgingsstrijd in Beieren in 1778.

## Kunst en cultuur

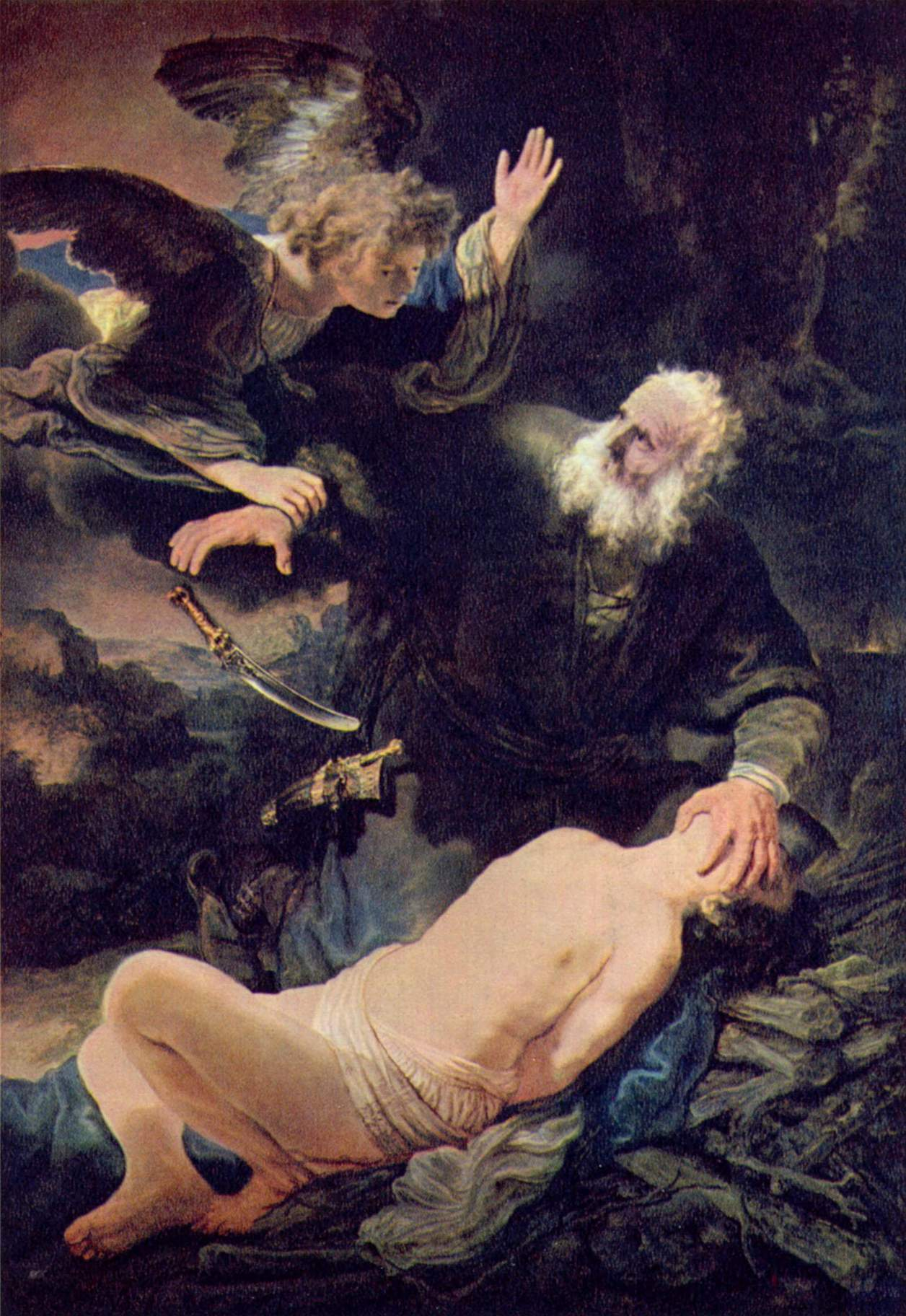
Het offer van Abraham. Een van de Rembrandts uit de verzameling van Catharina

Catharina probeerde haar imago als verlicht vorstin hoog te houden door cultuur te stimuleren in de Russische samenleving. Zolang men zich onthield van kritiek had men niets te vrezen van de nietsontziende censuur. De dichter Gavrila Derzjavin was een graag geziene gast aan het hof. Net als elke andere vorst probeerde Catharina haar gasten te imponeren met haar kunstverzameling. Bij Catharina nam dat echter extreme vormen aan. Catharina verzamelde een uitzonderlijk groot aantal snuifdozen. In twintig jaar tijd kocht Catherina 4.000 schilderijen. Bij elke veiling, waar dan ook in Europa, was wel een agent van Catharina aanwezig om de topstukken te kopen. Via de Berlijnse koopman en kunsthandelaar Johann Ernst Gotzkowsky kwamen in 1764 een aantal doeken van Rembrandt, Frans Hals, Jan Steen en Rubens in Russisch bezit. De 317 schilderijen, die hij vanwege zijn faillissement aan de Russische kroon leverde, vormden het begin van de collectie in de Hermitage. In 1769 kocht zij zeshonderd schilderijen van Heinrich von Brühl. In 1772 regelde Denis Diderot de aankoop van de collectie Pierre Crozat. Een andere aankoop was de collectie van Sir Horace Walpole in 1779, waarbij in Engeland - net als bij de vorige aankoop in Frankrijk - veel protest ontstond.

### De porseleinverzameling
In de Hermitage wordt een van de belangrijkste porseleinverzamelingen ter wereld bewaard:
- Frederik de Grote schonk haar een servies toen hij vernam dat zij van porselein hield. Het servies is gemaakt bij KPM in Berlijn (1770-1772) met scènes uit de Russisch-Turkse oorlog en gravures van Philips Wouwerman en David Teniers;
- Catharina schonk een in Rusland gemaakt servies aan Grigori Orlov (1770);
- Een eerste bestelling bij Wedgwood in 1770 (24-delig);
- Een bestelling in Meissen van een ensemble met mythologisch karakter (40-delig);
- Een tweede bestelling bij Wedgwood (1773-1774) met Engelse landschappen en landhuizen en kikkers op de rand (952-delig) en voor 50 personen;
- Een bestelling in Sèvres voor een servies met cameeën op een hemelsblauwe achtergrond (1777-1779) (800-delig). Dat servies schonk zij aan haar geliefde Grigori Potjomkin, toen die de Krim had weten in te lijven, of toen ze hem als minnaar de laan uit stuurde. De vervaardiging kostte een fortuin. Ze marchandeerde bij de fabriek op de verlangde prijs. De uiteindelijke betaling vond plaats in 1792 en redde de fabriek van de ondergang;
- Een bestelling in Moskou voor het Winterpaleis; het Sint Joris-, het Alexander-, het Andreas- en het Vladimirservies (in 1777, 1780, 1783 en 1785);
- Een bestelling in China na 1785 van een dessert- of theeservies versierd met de tweekoppige Russische adelaar en Sint Joris;
- Een bestelling in Kopenhagen met bloemen en planten uit Denemarken en Noorwegen (Flora Danica, 1790);
- Een bestelling in Rusland in 1793 van het Kabinetservies met gravures van Giovanni Battista Piranesi.

## Einde

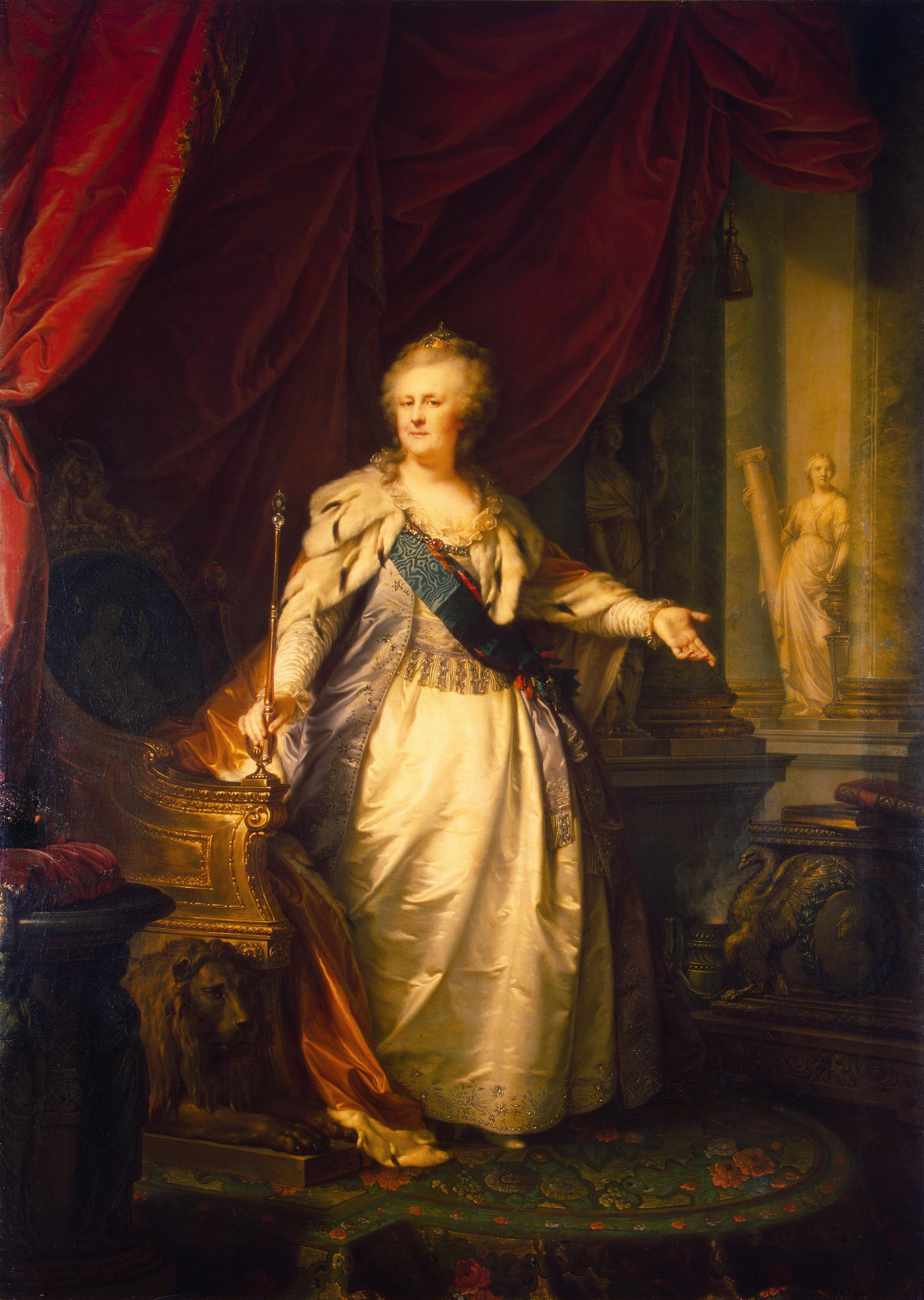
Catharina de Grote in 1793, geschilderd door Johann Baptist Lampi de Oude.

Onderstaand schertsend grafschrift schreef de tsarina voor zichzelf aan de vooravond van haar zestigste verjaardag.

Hier ligt Catharina de Tweede, geboren in Stettin op 21 april 1729. Ze kwam in 1744 naar Rusland om te trouwen met Peter III. Op haar veertiende had ze een drievoudig doel; haar man, Elisabeth en het volk behagen. Ze liet niets na om dit te bereiken. Gedurende achttien jaar van verveling en eenzaamheid las ze nolens volens vele boeken. Na bestijging van de Russische troon wenste ze goed te doen en probeerde ze haar onderdanen geluk, vrijheid en bezit te verschaffen. Ze vergaf makkelijk en koesterde jegens niemand haat. Ze was vergevingsgezind, makkelijk in de omgang, vrolijk van aard, met een republikeinse ziel en een goed hart, en ze had vrienden. Het werken viel haar makkelijk, ze hield van kunst en was graag onder de mensen.

Catharina kreeg in november 1796 een beroerte en overleed zonder nog bij kennis te komen. Er doen veel wilde verhalen de ronde; het bekendste is dat ze overleed onder een hengst; dit verhaal is echter exemplarisch en vooral ingegeven door haar vele andere escapades en zijn mogelijk afkomstig van de Marquis de Sade, die haar opvoerde in zijn roman Juliette, of De voorspoed van de ondeugd. Ze werd opgevolgd door haar zoon Paul, met wie ze reeds lange tijd in onmin leefde. Hoewel ze een veel betere band had met haar kleinzoon Alexander, heeft ze haar recht om zelf een opvolger te benoemen nooit gebruikt. Catharina ligt, net als alle andere tsaren van Rusland, begraven in de Petrus-en-Pauluskathedraal (Sint-Petersburg). Haar zoon liet haar naast haar man Peter begraven, iets wat zeker niet naar haar wens geweest zou zijn.
Catharina werd al tijdens haar leven de "Messalina van de Neva" genoemd maar in werkelijkheid was er sprake van seriële monogamie waarbij haar minnaars elkaar opvolgden. Opvallend is het verhaal van het erotisch kabinet dat Catharina zou hebben laten bouwen en inrichten. De laatste ooggetuigenverslagen daarvan dateren uit 1941. Meubilair gedecoreerd met fallussen en vrouwelijke geslachtsorganen en erotische wandschilderingen zouden een geheime suite in een van haar paleizen hebben gesierd. De preutse Sovjets hebben het meubilair nooit tentoongesteld en het appartement in Gatsina brandde in de Tweede Wereldoorlog af. Er zijn een aantal slecht afgedrukte foto's van in omloop.

## Kwartierstaat
| Johan VI van Anhalt-Zerbst (1621-1667) | Johan VI van Anhalt-Zerbst (1621-1667) | Johan VI van Anhalt-Zerbst (1621-1667) | Johan VI van Anhalt-Zerbst (1621-1667) | Johan VI van Anhalt-Zerbst (1621-1667)                | Johan VI van Anhalt-Zerbst (1621-1667)                | Sophia Augusta van Sleeswijk-Holstein-Gottorp (1630–1680) | Sophia Augusta van Sleeswijk-Holstein-Gottorp (1630–1680) | Sophia Augusta van Sleeswijk-Holstein-Gottorp (1630–1680) | Sophia Augusta van Sleeswijk-Holstein-Gottorp (1630–1680) | Sophia Augusta van Sleeswijk-Holstein-Gottorp (1630–1680) | Sophia Augusta van Sleeswijk-Holstein-Gottorp (1630–1680) |                                                 |                                                 | Georg Vollrath van Zeutsch (1624–1689)                   | Georg Vollrath van Zeutsch (1624–1689)                   | Georg Vollrath van Zeutsch (1624–1689)                   | Georg Vollrath van Zeutsch (1624–1689)                   | Georg Vollrath van Zeutsch (1624–1689)                   | Georg Vollrath van Zeutsch (1624–1689)                   | Christiane van Weißenbach (1645–1680)     | Christiane van Weißenbach (1645–1680)     | Christiane van Weißenbach (1645–1680) | Christiane van Weißenbach (1645–1680) | Christiane van Weißenbach (1645–1680)         | Christiane van Weißenbach (1645–1680)         |                                               |                                               | Christiaan Albrecht van Sleeswijk-Holstein-Gottorp (1641-1695) | Christiaan Albrecht van Sleeswijk-Holstein-Gottorp (1641-1695) | Christiaan Albrecht van Sleeswijk-Holstein-Gottorp (1641-1695) | Christiaan Albrecht van Sleeswijk-Holstein-Gottorp (1641-1695) | Christiaan Albrecht van Sleeswijk-Holstein-Gottorp (1641-1695) | Christiaan Albrecht van Sleeswijk-Holstein-Gottorp (1641-1695) | Frederika Amalia van Denemarken (1649-1704)                  | Frederika Amalia van Denemarken (1649-1704)                  | Frederika Amalia van Denemarken (1649-1704)                  | Frederika Amalia van Denemarken (1649-1704)                  | Frederika Amalia van Denemarken (1649-1704)                  | Frederika Amalia van Denemarken (1649-1704)                  |                                                              |                                                              | Frederik VII van Baden-Durlach (1647-1709)                   | Frederik VII van Baden-Durlach (1647-1709)                   | Frederik VII van Baden-Durlach (1647-1709)        | Frederik VII van Baden-Durlach (1647-1709)        | Frederik VII van Baden-Durlach (1647-1709)        | Frederik VII van Baden-Durlach (1647-1709)        | Augusta Maria van Sleeswijk-Holstein-Gottorp (1649-1728) | Augusta Maria van Sleeswijk-Holstein-Gottorp (1649-1728) | Augusta Maria van Sleeswijk-Holstein-Gottorp (1649-1728) | Augusta Maria van Sleeswijk-Holstein-Gottorp (1649-1728) | Augusta Maria van Sleeswijk-Holstein-Gottorp (1649-1728) | Augusta Maria van Sleeswijk-Holstein-Gottorp (1649-1728) |  |  |  |  |  |  |  |  |  |  |  |  |  |  |  |  |  |  |  |  |  |  |  |  |  |  |  |  |  |  |  |  |  |  |  |  |  |  |  |  |  |  |  |  |  |  |  |  |
| Johan VI van Anhalt-Zerbst (1621-1667) | Johan VI van Anhalt-Zerbst (1621-1667) | Johan VI van Anhalt-Zerbst (1621-1667) | Johan VI van Anhalt-Zerbst (1621-1667) | Johan VI van Anhalt-Zerbst (1621-1667)                | Johan VI van Anhalt-Zerbst (1621-1667)                | Sophia Augusta van Sleeswijk-Holstein-Gottorp (1630–1680) | Sophia Augusta van Sleeswijk-Holstein-Gottorp (1630–1680) | Sophia Augusta van Sleeswijk-Holstein-Gottorp (1630–1680) | Sophia Augusta van Sleeswijk-Holstein-Gottorp (1630–1680) | Sophia Augusta van Sleeswijk-Holstein-Gottorp (1630–1680) | Sophia Augusta van Sleeswijk-Holstein-Gottorp (1630–1680) |                                                 |                                                 | Georg Vollrath van Zeutsch (1624–1689)                   | Georg Vollrath van Zeutsch (1624–1689)                   | Georg Vollrath van Zeutsch (1624–1689)                   | Georg Vollrath van Zeutsch (1624–1689)                   | Georg Vollrath van Zeutsch (1624–1689)                   | Georg Vollrath van Zeutsch (1624–1689)                   | Christiane van Weißenbach (1645–1680)     | Christiane van Weißenbach (1645–1680)     | Christiane van Weißenbach (1645–1680) | Christiane van Weißenbach (1645–1680) | Christiane van Weißenbach (1645–1680)         | Christiane van Weißenbach (1645–1680)         |                                               |                                               | Christiaan Albrecht van Sleeswijk-Holstein-Gottorp (1641-1695) | Christiaan Albrecht van Sleeswijk-Holstein-Gottorp (1641-1695) | Christiaan Albrecht van Sleeswijk-Holstein-Gottorp (1641-1695) | Christiaan Albrecht van Sleeswijk-Holstein-Gottorp (1641-1695) | Christiaan Albrecht van Sleeswijk-Holstein-Gottorp (1641-1695) | Christiaan Albrecht van Sleeswijk-Holstein-Gottorp (1641-1695) | Frederika Amalia van Denemarken (1649-1704)                  | Frederika Amalia van Denemarken (1649-1704)                  | Frederika Amalia van Denemarken (1649-1704)                  | Frederika Amalia van Denemarken (1649-1704)                  | Frederika Amalia van Denemarken (1649-1704)                  | Frederika Amalia van Denemarken (1649-1704)                  |                                                              |                                                              | Frederik VII van Baden-Durlach (1647-1709)                   | Frederik VII van Baden-Durlach (1647-1709)                   | Frederik VII van Baden-Durlach (1647-1709)        | Frederik VII van Baden-Durlach (1647-1709)        | Frederik VII van Baden-Durlach (1647-1709)        | Frederik VII van Baden-Durlach (1647-1709)        | Augusta Maria van Sleeswijk-Holstein-Gottorp (1649-1728) | Augusta Maria van Sleeswijk-Holstein-Gottorp (1649-1728) | Augusta Maria van Sleeswijk-Holstein-Gottorp (1649-1728) | Augusta Maria van Sleeswijk-Holstein-Gottorp (1649-1728) | Augusta Maria van Sleeswijk-Holstein-Gottorp (1649-1728) | Augusta Maria van Sleeswijk-Holstein-Gottorp (1649-1728) |  |  |  |  |  |  |  |  |  |  |  |  |  |  |  |  |  |  |  |  |  |  |  |  |  |  |  |  |  |  |  |  |  |  |  |  |  |  |  |  |  |  |  |  |  |  |  |  |
|                                        |                                        |                                        |                                        |                                                       |                                                       |                                                           |                                                           |                                                           |                                                           |                                                           |                                                           |                                                 |                                                 |                                                          |                                                          |                                                          |                                                          |                                                          |                                                          |                                           |                                           |                                       |                                       |                                               |                                               |                                               |                                               |                                                                |                                                                |                                                                |                                                                |                                                                |                                                                |                                                              |                                                              |                                                              |                                                              |                                                              |                                                              |                                                              |                                                              |                                                              |                                                              |                                                   |                                                   |                                                   |                                                   |                                                          |                                                          |                                                          |                                                          |                                                          |                                                          |  |  |  |  |  |  |  |  |  |  |  |  |  |  |  |  |  |  |  |  |  |  |  |  |  |  |  |  |  |  |  |  |  |  |  |  |  |  |  |  |  |  |  |  |  |  |  |  |
|                                        |                                        |                                        |                                        | Johan Lodewijk van Anhalt-Zerbst-Dornburg (1656-1704) | Johan Lodewijk van Anhalt-Zerbst-Dornburg (1656-1704) | Johan Lodewijk van Anhalt-Zerbst-Dornburg (1656-1704)     | Johan Lodewijk van Anhalt-Zerbst-Dornburg (1656-1704)     | Johan Lodewijk van Anhalt-Zerbst-Dornburg (1656-1704)     | Johan Lodewijk van Anhalt-Zerbst-Dornburg (1656-1704)     |                                                           |                                                           |                                                 |                                                 |                                                          |                                                          | Christina Elenora van Zeutsch (1666-1699)                | Christina Elenora van Zeutsch (1666-1699)                | Christina Elenora van Zeutsch (1666-1699)                | Christina Elenora van Zeutsch (1666-1699)                | Christina Elenora van Zeutsch (1666-1699) | Christina Elenora van Zeutsch (1666-1699) |                                       |                                       |                                               |                                               |                                               |                                               |                                                                |                                                                |                                                                |                                                                | Christiaan August van Sleeswijk-Holstein-Gottorp (1673-1726)   | Christiaan August van Sleeswijk-Holstein-Gottorp (1673-1726)   | Christiaan August van Sleeswijk-Holstein-Gottorp (1673-1726) | Christiaan August van Sleeswijk-Holstein-Gottorp (1673-1726) | Christiaan August van Sleeswijk-Holstein-Gottorp (1673-1726) | Christiaan August van Sleeswijk-Holstein-Gottorp (1673-1726) |                                                              |                                                              |                                                              |                                                              |                                                              |                                                              | Albertina Frederike van Baden-Durlach (1682-1755) | Albertina Frederike van Baden-Durlach (1682-1755) | Albertina Frederike van Baden-Durlach (1682-1755) | Albertina Frederike van Baden-Durlach (1682-1755) | Albertina Frederike van Baden-Durlach (1682-1755)        | Albertina Frederike van Baden-Durlach (1682-1755)        |                                                          |                                                          |                                                          |                                                          |  |  |  |  |  |  |  |  |  |  |  |  |  |  |  |  |  |  |  |  |  |  |  |  |  |  |  |  |  |  |  |  |  |  |  |  |  |  |  |  |  |  |  |  |  |  |  |  |
|                                        |                                        |                                        |                                        | Johan Lodewijk van Anhalt-Zerbst-Dornburg (1656-1704) | Johan Lodewijk van Anhalt-Zerbst-Dornburg (1656-1704) | Johan Lodewijk van Anhalt-Zerbst-Dornburg (1656-1704)     | Johan Lodewijk van Anhalt-Zerbst-Dornburg (1656-1704)     | Johan Lodewijk van Anhalt-Zerbst-Dornburg (1656-1704)     | Johan Lodewijk van Anhalt-Zerbst-Dornburg (1656-1704)     |                                                           |                                                           |                                                 |                                                 |                                                          |                                                          | Christina Elenora van Zeutsch (1666-1699)                | Christina Elenora van Zeutsch (1666-1699)                | Christina Elenora van Zeutsch (1666-1699)                | Christina Elenora van Zeutsch (1666-1699)                | Christina Elenora van Zeutsch (1666-1699) | Christina Elenora van Zeutsch (1666-1699) |                                       |                                       |                                               |                                               |                                               |                                               |                                                                |                                                                |                                                                |                                                                | Christiaan August van Sleeswijk-Holstein-Gottorp (1673-1726)   | Christiaan August van Sleeswijk-Holstein-Gottorp (1673-1726)   | Christiaan August van Sleeswijk-Holstein-Gottorp (1673-1726) | Christiaan August van Sleeswijk-Holstein-Gottorp (1673-1726) | Christiaan August van Sleeswijk-Holstein-Gottorp (1673-1726) | Christiaan August van Sleeswijk-Holstein-Gottorp (1673-1726) |                                                              |                                                              |                                                              |                                                              |                                                              |                                                              | Albertina Frederike van Baden-Durlach (1682-1755) | Albertina Frederike van Baden-Durlach (1682-1755) | Albertina Frederike van Baden-Durlach (1682-1755) | Albertina Frederike van Baden-Durlach (1682-1755) | Albertina Frederike van Baden-Durlach (1682-1755)        | Albertina Frederike van Baden-Durlach (1682-1755)        |                                                          |                                                          |                                                          |                                                          |  |  |  |  |  |  |  |  |  |  |  |  |  |  |  |  |  |  |  |  |  |  |  |  |  |  |  |  |  |  |  |  |  |  |  |  |  |  |  |  |  |  |  |  |  |  |  |  |
|                                        |                                        |                                        |                                        |                                                       |                                                       |                                                           |                                                           |                                                           |                                                           | Christiaan August van Anhalt-Zerbst (1690-1747)           | Christiaan August van Anhalt-Zerbst (1690-1747)           | Christiaan August van Anhalt-Zerbst (1690-1747) | Christiaan August van Anhalt-Zerbst (1690-1747) | Christiaan August van Anhalt-Zerbst (1690-1747)          | Christiaan August van Anhalt-Zerbst (1690-1747)          |                                                          |                                                          |                                                          |                                                          |                                           |                                           |                                       |                                       |                                               |                                               |                                               |                                               |                                                                |                                                                |                                                                |                                                                |                                                                |                                                                |                                                              |                                                              |                                                              |                                                              | Johanna Elisabeth van Sleeswijk-Holstein-Gottorp (1712-1760) | Johanna Elisabeth van Sleeswijk-Holstein-Gottorp (1712-1760) | Johanna Elisabeth van Sleeswijk-Holstein-Gottorp (1712-1760) | Johanna Elisabeth van Sleeswijk-Holstein-Gottorp (1712-1760) | Johanna Elisabeth van Sleeswijk-Holstein-Gottorp (1712-1760) | Johanna Elisabeth van Sleeswijk-Holstein-Gottorp (1712-1760) |                                                   |                                                   |                                                   |                                                   |                                                          |                                                          |                                                          |                                                          |                                                          |                                                          |  |  |  |  |  |  |  |  |  |  |  |  |  |  |  |  |  |  |  |  |  |  |  |  |  |  |  |  |  |  |  |  |  |  |  |  |  |  |  |  |  |  |  |  |  |  |  |  |
|                                        |                                        |                                        |                                        |                                                       |                                                       |                                                           |                                                           |                                                           |                                                           | Christiaan August van Anhalt-Zerbst (1690-1747)           | Christiaan August van Anhalt-Zerbst (1690-1747)           | Christiaan August van Anhalt-Zerbst (1690-1747) | Christiaan August van Anhalt-Zerbst (1690-1747) | Christiaan August van Anhalt-Zerbst (1690-1747)          | Christiaan August van Anhalt-Zerbst (1690-1747)          |                                                          |                                                          |                                                          |                                                          |                                           |                                           |                                       |                                       |                                               |                                               |                                               |                                               |                                                                |                                                                |                                                                |                                                                |                                                                |                                                                |                                                              |                                                              |                                                              |                                                              | Johanna Elisabeth van Sleeswijk-Holstein-Gottorp (1712-1760) | Johanna Elisabeth van Sleeswijk-Holstein-Gottorp (1712-1760) | Johanna Elisabeth van Sleeswijk-Holstein-Gottorp (1712-1760) | Johanna Elisabeth van Sleeswijk-Holstein-Gottorp (1712-1760) | Johanna Elisabeth van Sleeswijk-Holstein-Gottorp (1712-1760) | Johanna Elisabeth van Sleeswijk-Holstein-Gottorp (1712-1760) |                                                   |                                                   |                                                   |                                                   |                                                          |                                                          |                                                          |                                                          |                                                          |                                                          |  |  |  |  |  |  |  |  |  |  |  |  |  |  |  |  |  |  |  |  |  |  |  |  |  |  |  |  |  |  |  |  |  |  |  |  |  |  |  |  |  |  |  |  |  |  |  |  |
|                                        |                                        |                                        |                                        |                                                       |                                                       |                                                           |                                                           |                                                           |                                                           |                                                           |                                                           |                                                 |                                                 |                                                          |                                                          |                                                          |                                                          |                                                          |                                                          |                                           |                                           |                                       |                                       |                                               |                                               |                                               |                                               |                                                                |                                                                |                                                                |                                                                |                                                                |                                                                |                                                              |                                                              |                                                              |                                                              |                                                              |                                                              |                                                              |                                                              |                                                              |                                                              |                                                   |                                                   |                                                   |                                                   |                                                          |                                                          |                                                          |                                                          |                                                          |                                                          |  |  |  |  |  |  |  |  |  |  |  |  |  |  |  |  |  |  |  |  |  |  |  |  |  |  |  |  |  |  |  |  |  |  |  |  |  |  |  |  |  |  |  |  |  |  |  |  |
|                                        |                                        |                                        |                                        |                                                       |                                                       |                                                           |                                                           |                                                           |                                                           |                                                           |                                                           |                                                 |                                                 |                                                          |                                                          |                                                          |                                                          |                                                          |                                                          |                                           |                                           |                                       |                                       |                                               |                                               |                                               |                                               |                                                                |                                                                |                                                                |                                                                |                                                                |                                                                |                                                              |                                                              |                                                              |                                                              |                                                              |                                                              |                                                              |                                                              |                                                              |                                                              |                                                   |                                                   |                                                   |                                                   |                                                          |                                                          |                                                          |                                                          |                                                          |                                                          |  |  |  |  |  |  |  |  |  |  |  |  |  |  |  |  |  |  |  |  |  |  |  |  |  |  |  |  |  |  |  |  |  |  |  |  |  |  |  |  |  |  |  |  |  |  |  |  |
|                                        |                                        |                                        |                                        | Catharina de Grote (1729–1796)                        | Catharina de Grote (1729–1796)                        | Catharina de Grote (1729–1796)                            | Catharina de Grote (1729–1796)                            | Catharina de Grote (1729–1796)                            | Catharina de Grote (1729–1796)                            |                                                           |                                                           |                                                 |                                                 | Willem Christiaan Frederik van Anhalt-Zerbst (1730-1742) | Willem Christiaan Frederik van Anhalt-Zerbst (1730-1742) | Willem Christiaan Frederik van Anhalt-Zerbst (1730-1742) | Willem Christiaan Frederik van Anhalt-Zerbst (1730-1742) | Willem Christiaan Frederik van Anhalt-Zerbst (1730-1742) | Willem Christiaan Frederik van Anhalt-Zerbst (1730-1742) |                                           |                                           |                                       |                                       | Frederik August van Anhalt-Zerbst (1734-1793) | Frederik August van Anhalt-Zerbst (1734-1793) | Frederik August van Anhalt-Zerbst (1734-1793) | Frederik August van Anhalt-Zerbst (1734-1793) | Frederik August van Anhalt-Zerbst (1734-1793)                  | Frederik August van Anhalt-Zerbst (1734-1793)                  |                                                                |                                                                |                                                                |                                                                | Augusta Christina Charlotte van Anhalt-Zerbst (1736-1736)    | Augusta Christina Charlotte van Anhalt-Zerbst (1736-1736)    | Augusta Christina Charlotte van Anhalt-Zerbst (1736-1736)    | Augusta Christina Charlotte van Anhalt-Zerbst (1736-1736)    | Augusta Christina Charlotte van Anhalt-Zerbst (1736-1736)    | Augusta Christina Charlotte van Anhalt-Zerbst (1736-1736)    |                                                              |                                                              |                                                              |                                                              | Elisabeth Ulrike van Anhalt-Zerbst (1742-1745)    | Elisabeth Ulrike van Anhalt-Zerbst (1742-1745)    | Elisabeth Ulrike van Anhalt-Zerbst (1742-1745)    | Elisabeth Ulrike van Anhalt-Zerbst (1742-1745)    | Elisabeth Ulrike van Anhalt-Zerbst (1742-1745)           | Elisabeth Ulrike van Anhalt-Zerbst (1742-1745)           |                                                          |                                                          |                                                          |                                                          |  |  |  |  |  |  |  |  |  |  |  |  |  |  |  |  |  |  |  |  |  |  |  |  |  |  |  |  |  |  |  |  |  |  |  |  |  |  |  |  |  |  |  |  |  |  |  |  |

### Historische fictie
- Mary Lavater-Sloman (1941) Katharina und die russische Seele (roman)